# Ver Huellbank
De Ver Huellbank is een gedenkbank die in 1881 werd opgericht in Den Haag ter nagedachtenis aan jhr. Henry Christiaan Arnoud Ver Huell (1820-1881).

## Achtergrond
Jhr. Henry Christiaan Arnoud Ver Huell, lid van de adellijke familie Ver Huell, was van 1861 tot 1881 gemeenteraadslid in Den Haag en daarnaast lid van de Provinciale Staten van Zuid-Holland. Nog tijdens zijn leven werd besloten hem te eren met een bank. Hij heeft de onthulling daarvan, in september 1881, door zijn overlijden niet meer kunnen meemaken.
De bank werd geplaatst aan de Ver Huellweg, met zicht op de door Ver Huell geïnitieerde waterpartij in de Scheveningse Bosjes. De reacties op het monument waren niet onverdeeld positief, de Spectator vond dat de vazen en de daarin geplante aloë "het lijnen-systeem der bank" bedierven en het monumentale karakter in hoge mate benadeelden. De Tijd sloot zich bij deze kritiek aan en vond bovendien: "Het woord "bank" geeft toch het begrip, dat men er op kan uitrusten, en dit nu is, wegens de koude van het marmer, totaal onmogelijk.

## Beschrijving
Het monument in neo-empirestijl werd waarschijnlijk ontworpen door beeldhouwer Eugène Lacomblé en werd gemaakt door de firma Laurent Phillips uit Den Haag. De halfronde bank werd uitgevoerd in Italiaans marmer, zogenaamde "blanclair". Het zitvlak rust op zeven consoles. Aan weerszijden wordt de bank geflankeerd door vierkante zuilen met kroonlijst, bekroond met vazen. Tegen de zuilen zijn griffioenen geplaatst die werden gemaakt door A. van Roon. In de rugleuning van de bank is in reliëf een tekst aangebracht: 

28 sept. 1820
DE GEMEENTE 'S GRAVENHAGE
AAN
JONKHEER H:C:A: VER-HÜELL
overl. 28 aug. 1881

### Monumentenstatus
Het gedenkteken is een gemeentelijk monument, het heeft "algemeen belang voor de gemeente Den Haag vanwege de kunsthistorische waarde. Historische waarde ontleent het aan zijn functie als gedenkteken voor jonkheer H.C.A. Ver Huell."